# Lac Wickenden
Lac Wickenden är en sjö i Kanada.   Den ligger i regionen Côte-Nord och provinsen Québec, i den östra delen av landet, 1 100 km öster om huvudstaden Ottawa. Lac Wickenden ligger 195 meter över havet. Arean är 6,5 kvadratkilometer. Den sträcker sig 3,9 kilometer i nord-sydlig riktning, och 4,4 kilometer i öst-västlig riktning.
I omgivningarna runt Lac Wickenden växer i huvudsak barrskog. Trakten runt Lac Wickenden är nära nog obefolkad, med mindre än två invånare per kvadratkilometer.